# Jede Minute kostet 33 Franken
Jede Minute kostet 33 Franken ist ein Roman von Emil Zopfi, der im Jahr 1977 beim Limmat Verlag erschien. Thema ist eine Nacht in einem Rechenzentrum in Zürich.

## Inhalt

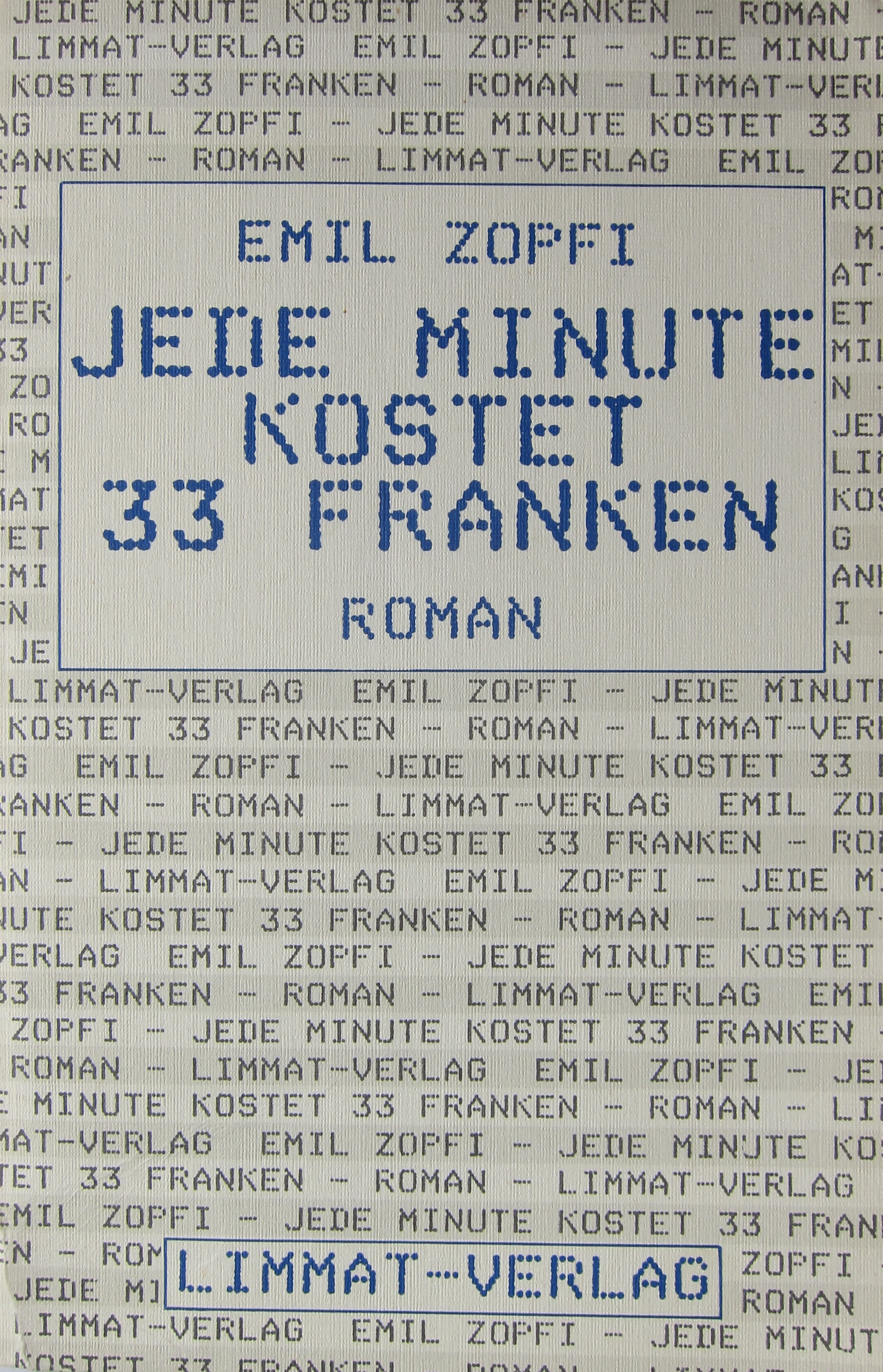
Cover der Erstausgabe 1975

Der Roman erzählt die Nacht vom 29. auf den 30. April 1975 in einem Rechenzentrum in Zürich. Ein historisches Datum: das Ende des Vietnamkriegs mit dem Abzug der US-Truppen aus Saigon. Hauptfigur ist der Schichtleiter Martin Kern, ein ehemaliger politischer Aktivist der 68er-Bewegung. Der Arbeitsstress nimmt zu, weil der Chefoperator Kopp nicht zur Nachtschicht erschienen ist. Kern und Kopp sind politische und private Gegenspieler. Kern verliert bei einem Auftrag für eine Rüstungsfirma die Kontrolle über das Computersystem. Gegen Morgen bricht der Betrieb zusammen.
Jede Minute kostet 33 Franken war einer der ersten Romane aus der Welt der Elektronischen Datenverarbeitung.
Bei rororo erschien der Roman 1981 unter dem Titel Jede Minute kostet…
In Französisch 1981 bei Ex Libris unter dem Titel Chaque minute coûte trente-trois francs.

## Kritiken
«Zopfis Roman ist, bei allen Unterschieden, fast so etwas wie ein ferner, junger Verwandter jenes Homo Faber, mit dem Max Frisch 1959 die Frage nach der Verantwortung des Technikers für unsere Gesellschaft warnend gestellt hat. Noch einmal jene Frage: Ist Literatur ein Frühwarnsystem? Kein Zweifel, sie kann es sein. Dann nämlich, wenn ein solch brennendes Thema formal seine Deckung gewinnt. Das ist hier gelungen. So halte ich Emil Zopfis Roman für eines der wichtigsten Werke unserer neuen Literatur.» (Otto F. Walter im Schweizer Fernsehen, 15. März 1978)
«Zopfi zeichnet mit seinem Roman ein Bild der Stimmung jener Zeit, in der eine kreative Auseinandersetzung mit der neuen Welt der Computer bestenfalls an einigen wenigen Instituten Technischer Hochschulen stattfand.» (Dominik Landwehr in der NZZ, 5. April 
2002)
«Gleichwohl besitzt das in seinem ersten Roman angeschnittene zentrale Thema der modernen Computertechnologie gesamtgesellschaftliche Brisanz. Mit diagnostischem Blick werden die Funktionalisierung und Entfremdung des Menschen herausgearbeitet, der als ‹ein fest eingebauter, programmierter Teil des Systems› erscheint und dessen Handgriffe in den Daten heckenden Rechnern unsinnlich verschwinden.» (Jürgen Egyptien im Kritischen Lexikon zur deutschsprachigen Gegenwartsliteratur)